# Smalltown Supersound
Smalltown Supersound is een onafhankelijk Noors platenlabel, dat zich richt op nieuwe vormen van jazz, rock en elektronische muziek. Het label heeft platen uitgebracht van onder meer Annie, Jaga Jazzist, 120 Days, Mental Overdrive, Bjørn Torske, Mats Gustafsson, Sonic Youth, Bruce Russell, Kim Hiorthøy, Kevin Drumm, Ken Vandermark en Jazzkammer. In 2004 kwam het label met het sublabel Smalltown Superjazzz, voor jazz met een punkattitude.